# Bockau
Bockau település Németországban, azon belül Szászország tartományban. Lakosainak száma 2180 fő (2023. december 31.).

## Fekvése
Schneebergtől délkeletre fekvő település.

## Története
A település gyógynövénytermesztéséről nevezetes. Már egy 1494-ből fennmaradt oklevél is említette, hogy a község a bányászat mellett gyógynövénytermesztéssel is foglalkozik. Különlegessége az orvosi angyalgyökér (Arznei-Engelwurz) nevű ritka és értékes gyógyhatású növény, mellyel Bockau lakosai messzi tájakat bejártak.

## Galéria

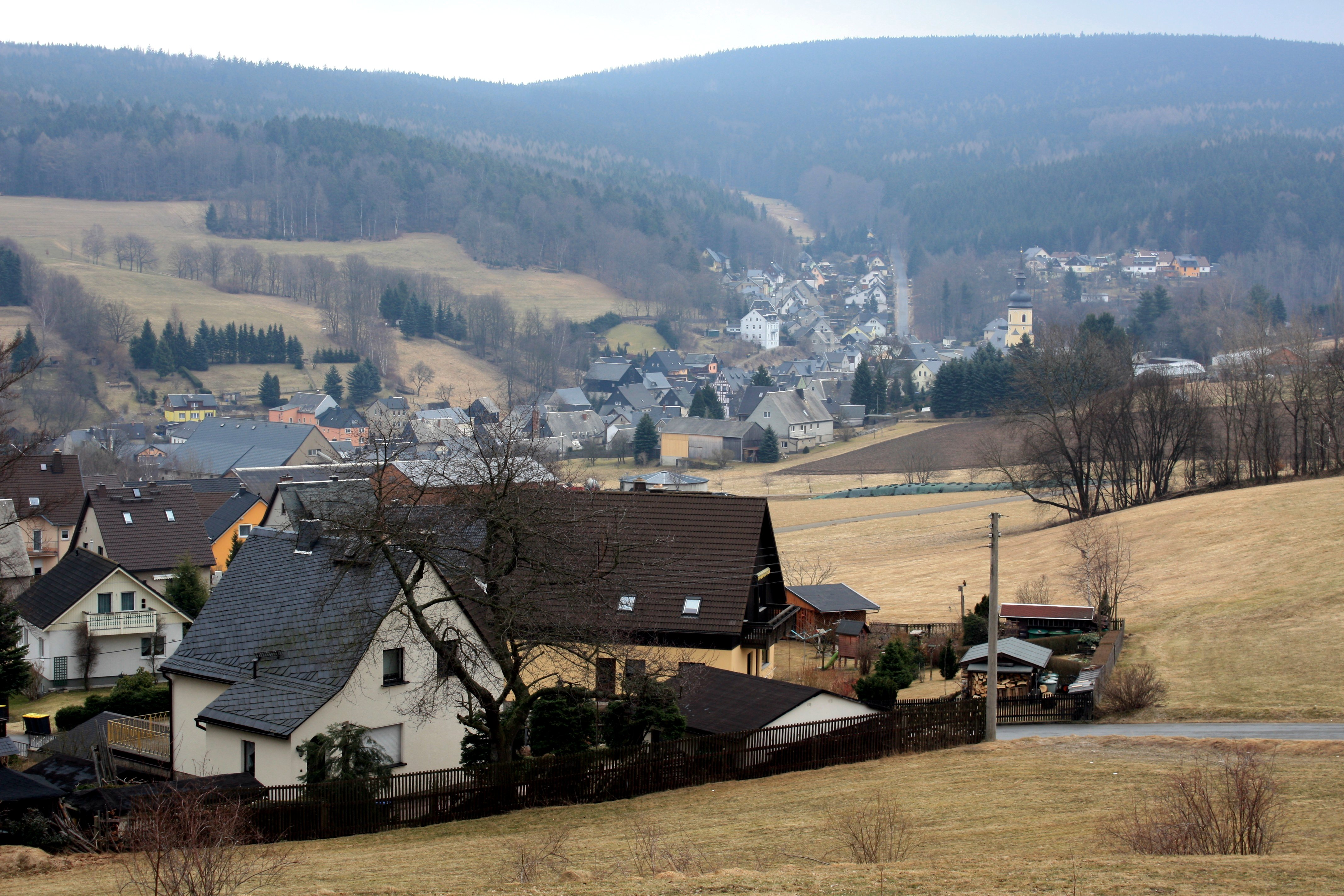
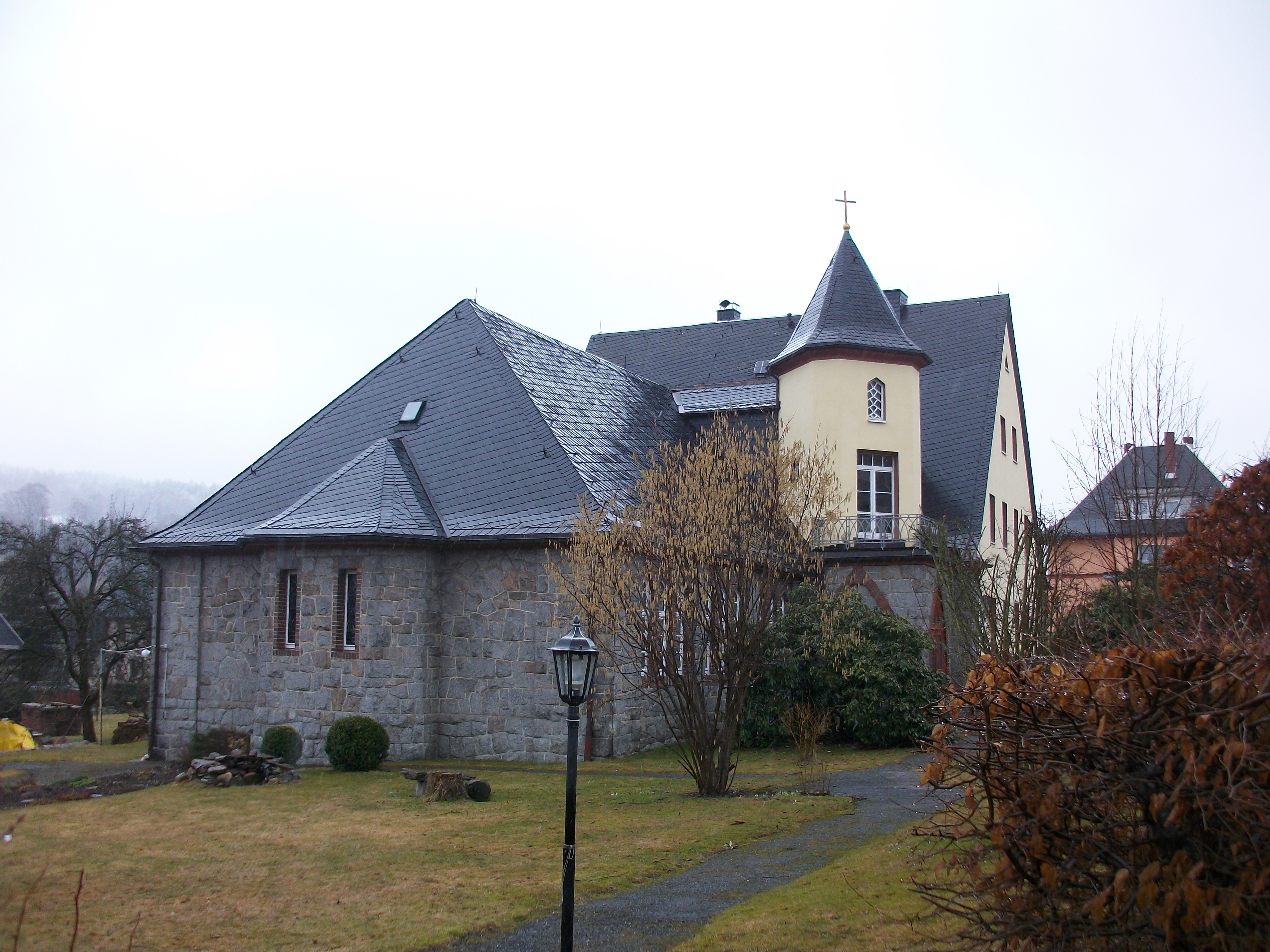
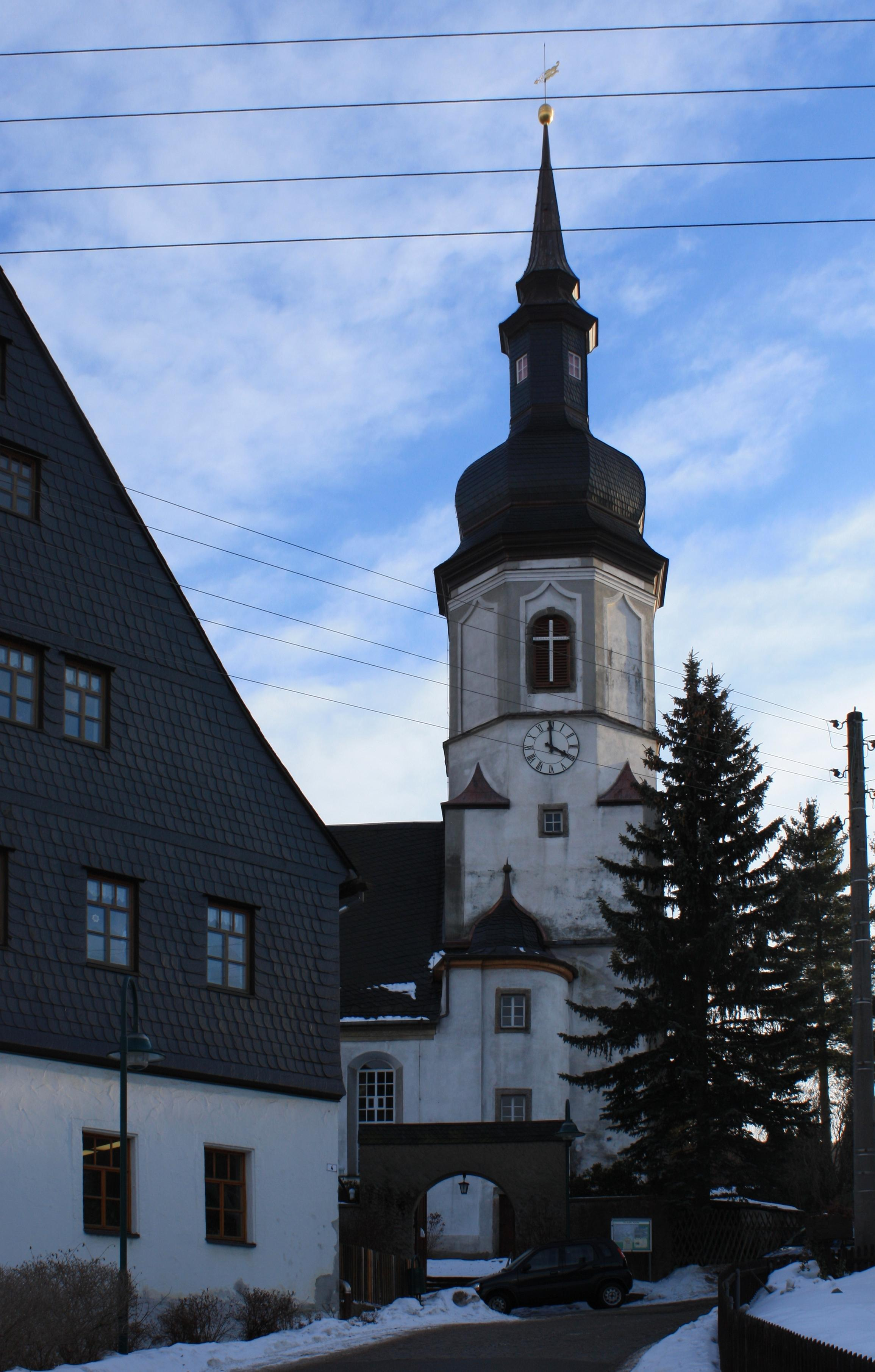
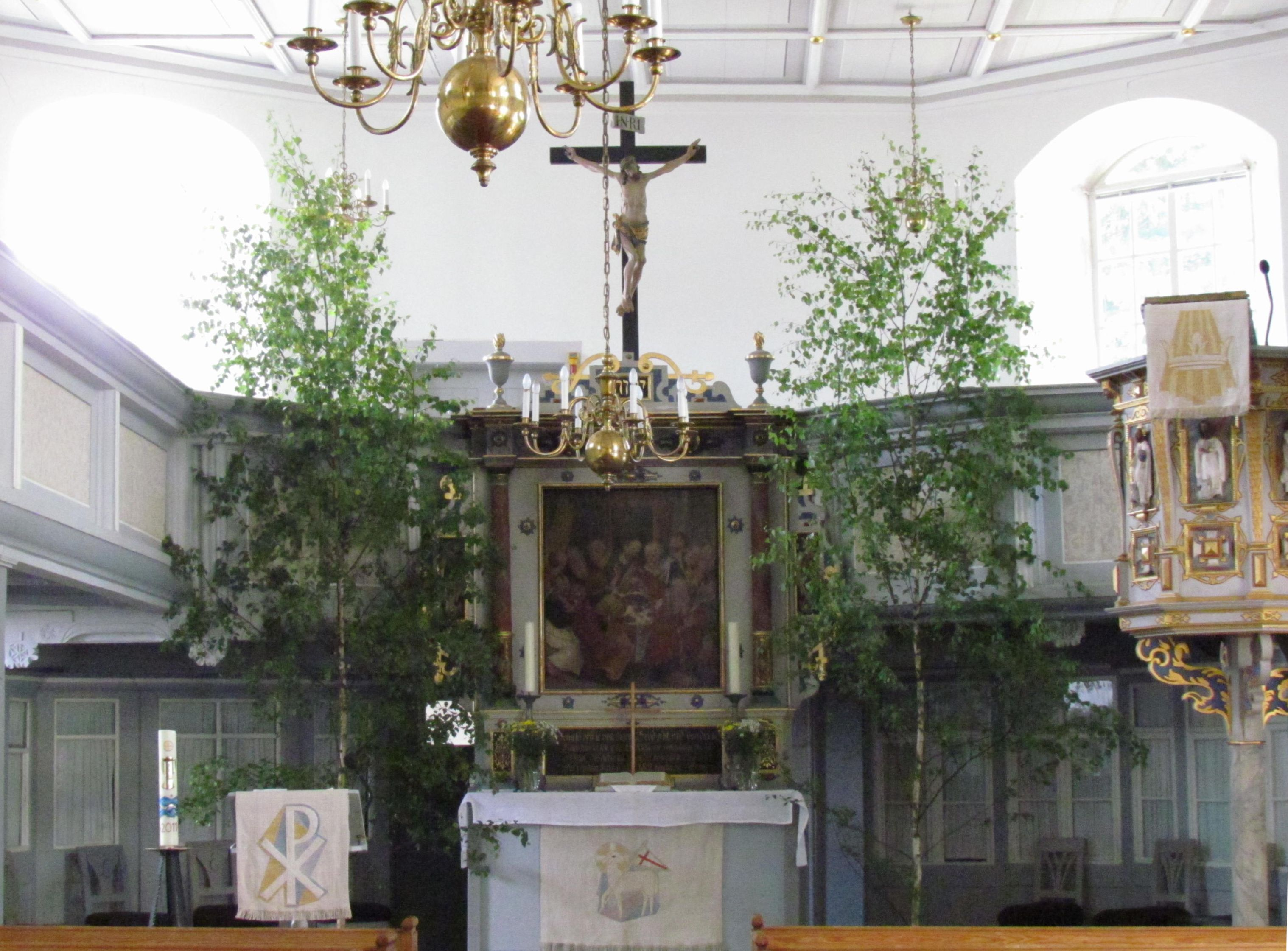
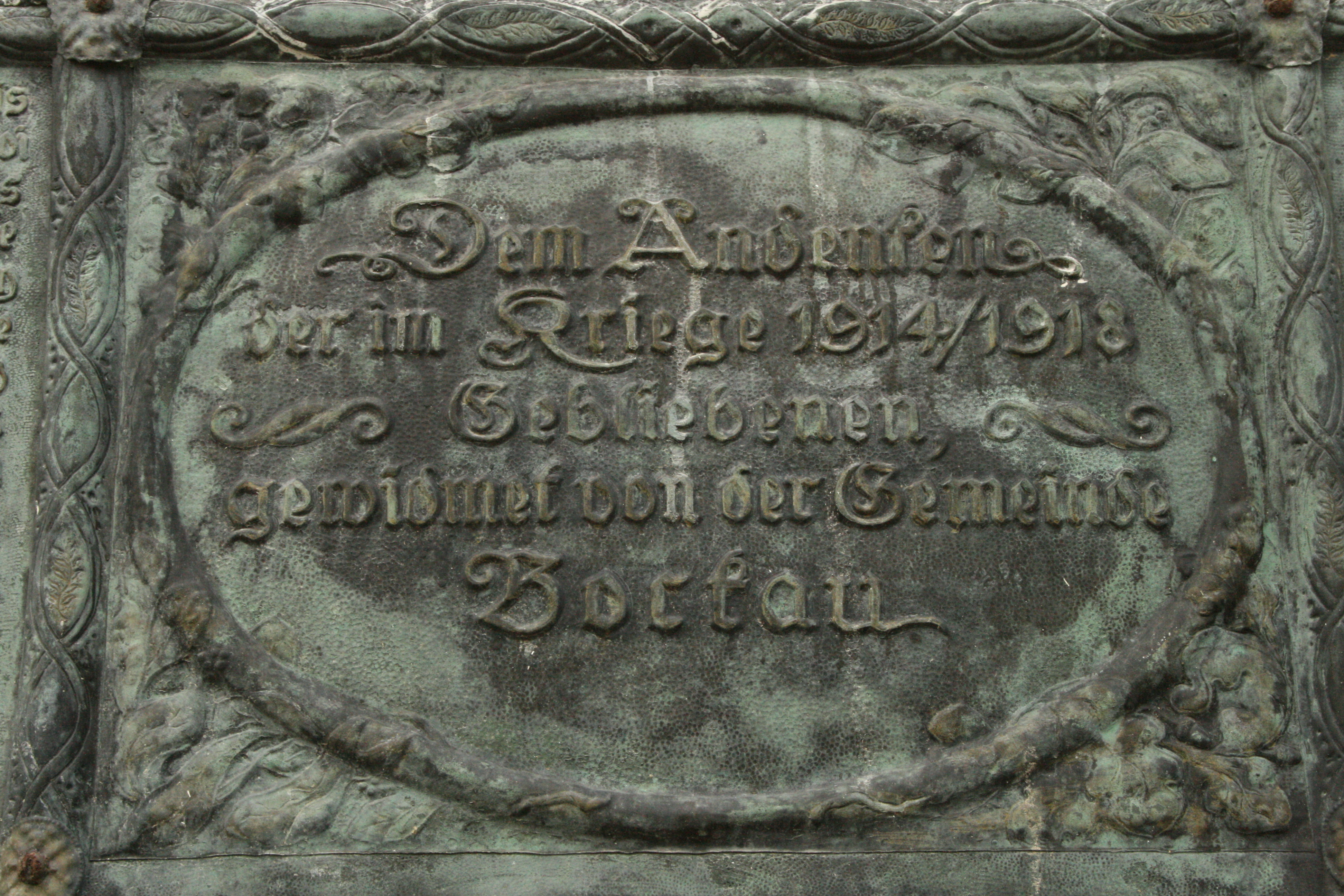
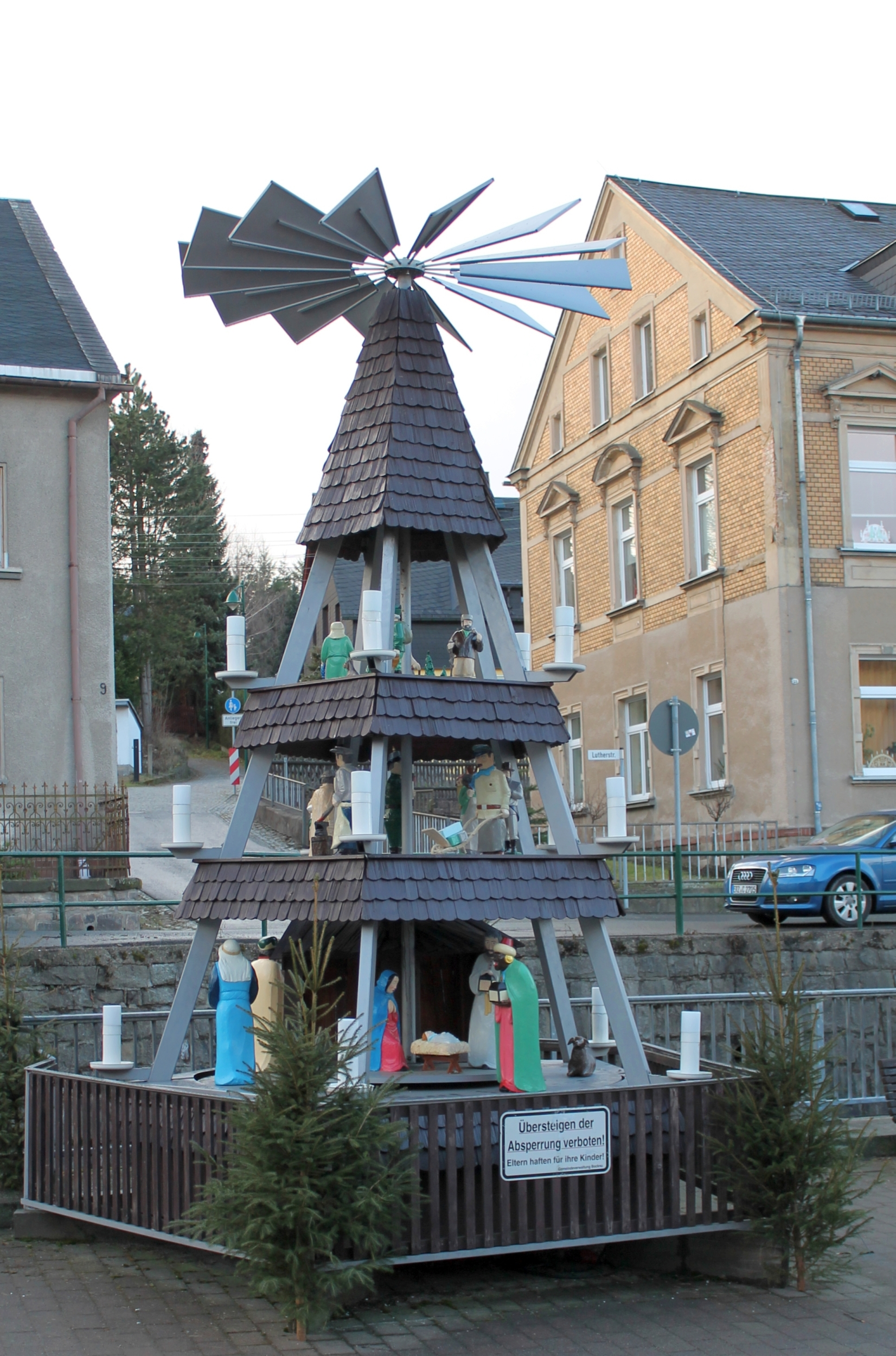
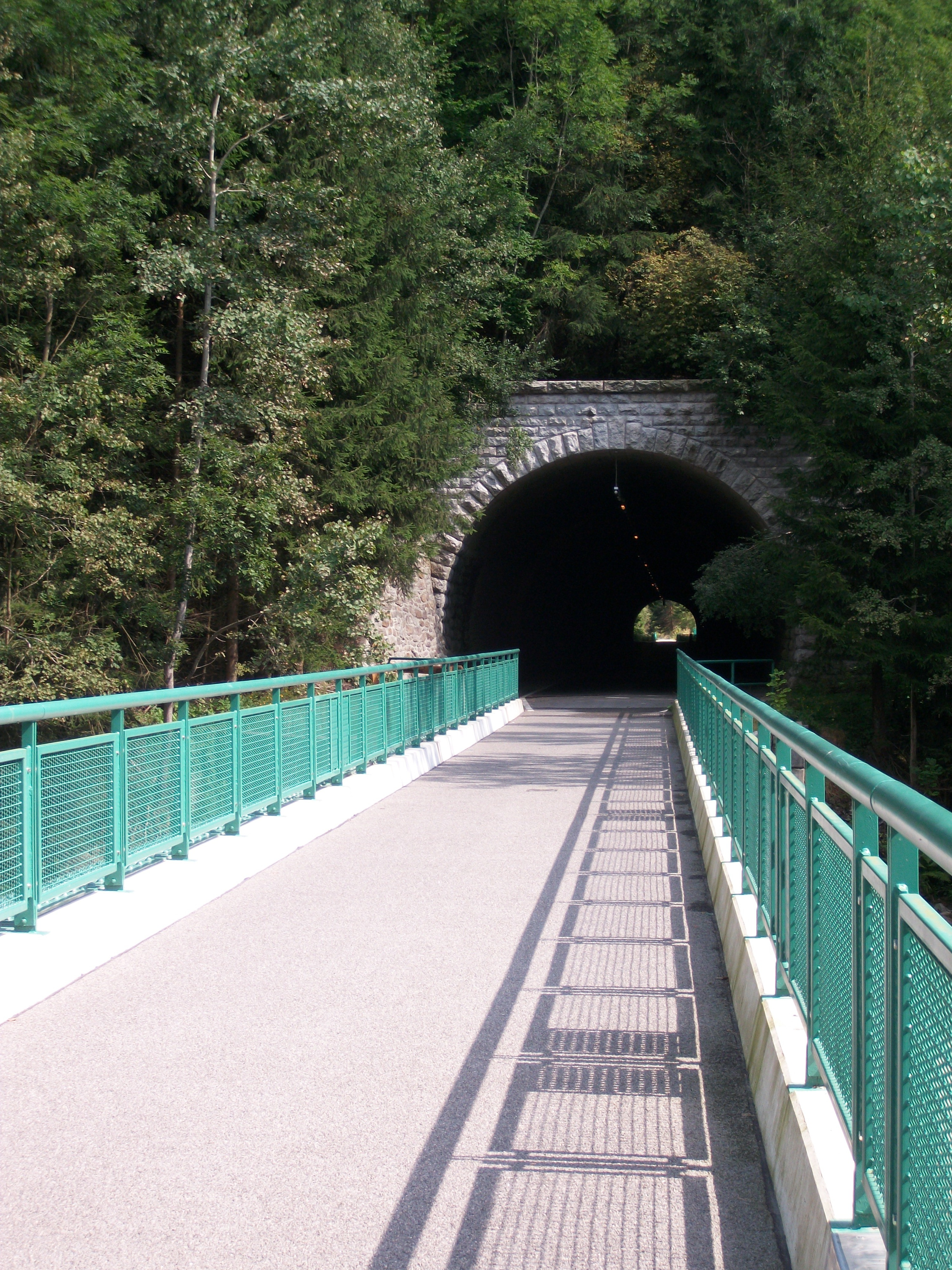

## Népesség
A település népességének változása:
| Lakosok száma | 2277 | 2224 | 2193 | 2202 | 2180 |
|               | 2017 | 2019 | 2021 | 2022 | 2023 |